# Association des nations de l'Asie du Sud-Est
L’Association des nations de l'Asie du Sud-Est (ASEAN ou ANASE) est une organisation politique, économique et culturelle regroupant dix pays d'Asie du Sud-Est. Elle a été fondée en 1967 à Bangkok (Thaïlande) par cinq pays dans le contexte de la guerre froide pour faire barrage aux mouvements communistes, favoriser la croissance et le développement et assurer la stabilité dans la région. Aujourd'hui, l'association a pour but de renforcer la coopération et l'assistance mutuelle entre ses membres, d'offrir un espace pour régler les problèmes régionaux et peser en commun dans les négociations internationales. Un sommet est organisé chaque année au mois de novembre. Son secrétariat général est installé à Jakarta (Indonésie).
En 2023, les pays de cette organisation représentaient :
- 677 millions d'habitants (environ 8,5 % de la population mondiale) [1];
- 3 786 milliards US$ de PIB [2];
- 234 milliards US$ d'investissements étrangers[3].

## Membres

Les États membres de l'ASEAN.

L'ASEAN a été fondée par cinq États, principalement de l'Asie du Sud-Est maritime : Philippines, Indonésie, Malaisie, Singapour et Thaïlande. Le Brunei les rejoint 6 jours après son indépendance du Royaume-Uni le 8 janvier 1984. Le Viêt Nam entre en 1995, suivi du Laos et de la Birmanie le 23 juillet 1997 et du Cambodge le 30 avril 1999.
La Papouasie-Nouvelle-Guinée a le statut d'observateur depuis 1976 et réfléchit à une possible candidature,. Le 23 juillet 2006, le Timor oriental a posé sa candidature et pourrait devenir membre d'ici à fin 2022. L'Australie est aussi intéressée, mais certains pays membres s'y opposent,. Le 11 novembre 2022, le Timor oriental se voit accorder le statut de membre observateur du bloc des nations de l'ASEAN, avec une feuille de route pour l'adhésion établie,. En mai 2025, Le Premier ministre malaisien Anwar Ibrahim, président de l' ASEAN, annonce que le Timor-Leste rejoindra officiellement l'ASEAN en tant que 11e État membre en octobre 2025. 
Le Maroc le 4 septembre 2023, l'Afrique du Sud en décembre 2023, puis l'Algérie le 9 juillet 2025 signent leur adhésion au Traité d’amitié et de coopération (TAC), devenant "partenaire de dialogue sectoriel" de l’ASEAN. 

### Dates d’adhésion
- 1967 :  Indonésie,  Malaisie,  Philippines,  Singapour,  Thaïlande ;
- 1984 :  Brunei ;
- 1995 :  Vietnam ;
- 1997 :  Laos,  Birmanie ;
- 1999 :  Cambodge.

Membres observateurs :
- 1976 :  Papouasie-Nouvelle-Guinée
- 2002 :  Timor oriental[15] (observateur de principe: 2022[9])

## Histoire

### Formation

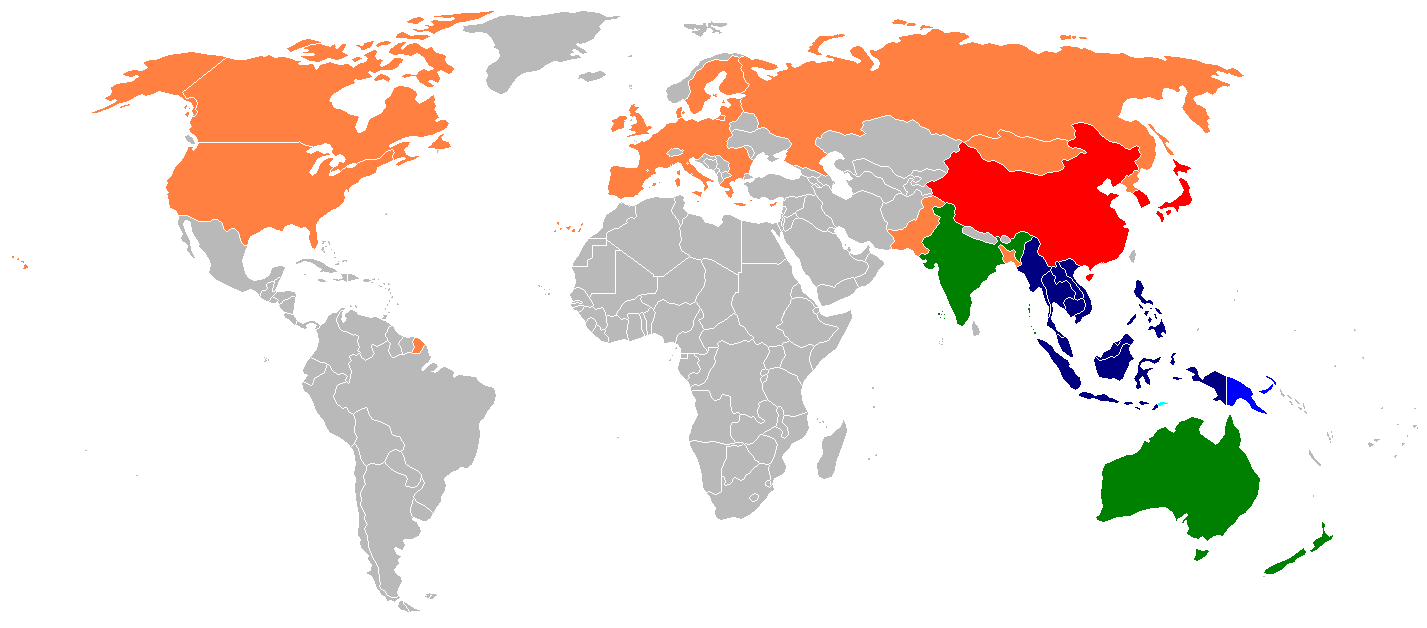
Membres de l'ASEAN
Observateurs de l'ASEAN
Pays candidats à l'adhésion à l'ASEAN
ASEAN Plus Trois
Sommet de l'Asie de l'Est
ASEAN Regional Forum

L'ASEAN a été précédée par l'organisation appelée Association of Southeast Asia (ASA), une alliance entre les Philippines, la Malaisie et la Thaïlande formée en 1961.
L'ASEAN se forme le 8 août 1967 quand les ministres des Affaires étrangères de cinq pays (Indonésie, Malaisie, les Philippines, Singapour et Thaïlande) se rencontrent à Bangkok où ils signent la déclaration ASEAN communément appelée déclaration de Bangkok. Les cinq ministres des Affaires étrangères, Adam Malik pour l'Indonésie ; Narciso Ramos (en) pour les Philippines ; Tun Abdul Razak pour la Malaisie, S. Rajaratnam (en) pour Singapour et Thanat Khoman (en) pour la Thaïlande sont considérés comme les pères fondateurs de l'organisation. Cette création peut surprendre si on considère les différences de taille, de culture, d'expérience coloniale et les tensions dans la région depuis la fin de la Seconde Guerre mondiale. Elle a abouti grâce à la diplomatie thaïlandaise qui s'est appuyée sur l'ASA.
Le but revendiqué de l'ASEAN, fondée en pleine guerre froide, est alors de contenir le communisme. Les pays membres se caractérisent par leurs pratiques répressives visant les mouvements communistes sur leur propre territoire et leur soutien indéfectible aux États-Unis en matière de politique extérieure. L'ASEAN n'a jamais été envisagée comme une alliance militaire.

### Premières années
L'ASEAN reste minimale durant la première décennie et s'articule principalement autour de la rencontre annuelle des ministres des affaires étrangères. L'organisation remplit néanmoins des fonctions importantes.
- Elle offre un cadre pour la négociation sur les conflits régionaux, notamment à propos des frontières, comme la contestation de Sabah en Malaisie par les Philippines.
- Elle permet de coordonner leurs positions pour la négociation économique dans les forums internationaux, comme pour l'OMC et pour des négociations sur des questions particulières avec l'Union européenne, le Japon, ou l'Australie.

En 1971, ils signent la Déclaration de Kuala Lumpur qui proclame la région neutre et indépendante vis-à-vis des puissances extérieures, souhaitant éviter d'être impliqué dans la guerre froide.
La première rencontre des chefs de gouvernement a lieu avec le Sommet de Bali de 1976 qui aboutit au traité d'amitié et de coopération en Asie du Sud-Est (en) et à la déclaration de l'ASEAN qui affirment les principes de non-ingérence dans les affaires intérieures des pays membres, la résolution des conflits par des moyens pacifiques, le développement de l'identité régionale et la poursuite de la coopération pour le développement économique et social.
Ces déclarations traduisent le souhait des pays membres de coexister pacifiquement avec leurs voisins communistes : le Cambodge, le Laos et surtout le Viêt Nam unifié l'année précédente. Ces États signent le traité d'amitié et de coopération en Asie du Sud-Est à l'invitation de l'ASEAN. Une seconde rencontre en 1977 à Kuala Lumpur réaffirme la politique de 1976.

### Crise cambodgienne
Fin décembre 1978, le Viêt Nam envahit le Cambodge des Khmers rouges qu'il occupera pendant une décennie. Cette action va à l'encontre du traité d'amitié et de coopération en Asie du Sud-Est et menace la stabilité de la région.
Les pays de l'ASEAN sont divisés entre, d'une part, la Thaïlande et Singapour souhaitant opposer une réponse forte au Vietnam, et d'autre part la Malaisie et l'Indonésie qui souhaitent une réponse modérée justifiée par leurs craintes que la Chine profite du trouble pour intervenir et renforcer son influence dans la région.
Les pays membres cherchent à résoudre la crise en passant par l'ASEAN. Un accord émerge entre eux, consistant en l'isolement du Viêt Nam tout en lui offrant la possibilité de négocier pour retirer ses troupes du Cambodge. Ils convainquent les institutions internationales et les pays occidentaux d'exercer une pression diplomatique et financière sur le Viêt Nam pour permettre, entre autres facteurs, de mettre fin à la crise. L'opposition commune à l'occupation du Viêt Nam permet aux pays de l'ASEAN de consolider leurs liens politiques. Elle acquiert ainsi une stature et une crédibilité dans la communauté internationale, ce qui, en retour, renforce les pays membres.
Durant cette période, les pays membres de l'ASEAN apportent ouvertement leur soutien à la guérilla anti-gouvernementale et anti-vietnamienne, y compris aux Khmers rouges.
Le bloc s'agrandit avec l'entrée de Brunei le 8 janvier 1984, une semaine après son indépendance.

### Sur la scène mondiale
À côté du renforcement politique de l'ASEAN, les pays membres connaissent une forte croissance économique grâce au flot d'investissement direct provenant du Japon qui y installe des usines, suivi par les entreprises d'autres pays qui cherchent à rester concurrentielles (Corée du Sud, Hong Kong, Taïwan, États-Unis, Allemagne, Royaume-Uni).
Les grandes puissances commencent à considérer les pays de l'ASEAN comme des partenaires commerciaux. De plus les pays d'Afrique et d'Amérique latine se tournent vers eux pour trouver un modèle de développement économique.
En 1989 est créée la Coopération économique pour l'Asie-Pacifique qui réunit les pays du Pacifique (pays de l'ASEAN, EU, Japon, Canada et Nouvelle-Zélande).
En 1994 est créé le Forum régional ASEAN qui permet de discuter des questions de sécurité d'Asie du Sud-Est. L'ASEAN réussit à rassembler les grandes puissances et les pays membres sont ainsi garantis d'être au centre et de peser sur les débats sur la sécurité de la région.

### Les initiatives de l'après-guerre froide
La fin de la guerre froide en Asie du Sud-Est peut être datée du retrait de l'armée vietnamienne du Cambodge en 1989. La crainte du Viêt Nam constituait le ciment de l'ASEAN. Les pays membres cherchent donc de nouvelles directions pour l'ASEAN qui se traduisent au sommet de Singapour de 1992 par deux initiatives, l'AFTA et l'élargissement vers les pays de l'ex-Indochine.

#### L'instauration d'une zone de libre échange: l'ASEAN Free Trade Area (AFTA)
Pour les articles homonymes, voir AFTA.
Le projet de coopération économique remonte à la fondation de l'ASEAN, mais ne démarre sérieusement qu'en 1991 sur l'initiative thaïlandaise de créer la zone de libre-échange des pays de l'ASEAN. L'AFTA doit servir à augmenter les investissements dans la région et à poursuivre la libéralisation des économies des pays membres. Les négociations et la crise financière de 1997 font que l'accord n'est signé qu'en 2002. Il diminue radicalement les barrières douanières.

#### L'élargissement à 10 membres
Les négociations pour aboutir à l'ASEAN 10 débutent après le sommet de Singapour et aboutissent à l'entrée du Viêt Nam (1995), puis du Laos et de la Birmanie (1997) et enfin du Cambodge (1999). L'ASEAN regroupe alors la quasi-totalité des États d'Asie du Sud-Est. Elle renforce son poids démographique grâce aux 80 millions d'habitants du Viêt Nam, offre un grand marché pour l'AFTA, améliore la stabilité de la région et améliore la visibilité internationale de la région.
L'ASEAN élargie connaît cependant des problèmes et des divisions entre les pays fondateurs et les nouveaux arrivants. Les premiers sont en partie des démocraties (Thaïlande, Philippines, Indonésie), sont plus riches et veulent accélérer l'intégration alors que les seconds sont parfois autoritaires (Birmanie et Viêt Nam), plus pauvres et souhaitent le statu quo dans les institutions. En particulier, ils souhaitent que soit maintenue la politique de non-ingérence et préfèrent que l'accent soit mis sur l'aide et l'assistance et non sur le commerce. Ces divisions affaiblissent l'ASEAN dans les négociations internationales et donnent le sentiment à la fin de la décennie que l'organisation stagne.

### La crise économique asiatique
La crise économique asiatique débute par une crise monétaire, avec la dévaluation du baht thaïlandais en juillet 1997 et se répand en Indonésie et en Malaisie et dans une moindre mesure aux autres pays de l'ASEAN. L'intégration des économies d'Asie du Sud-Est, l'action contre-productive du FMI et des problèmes structurels transforment la crise monétaire en grave crise financière qui atteint toute l'Asie.
La crise montre l'incapacité de l'ASEAN à régler la crise mais convainc les pays d'améliorer la coopération financière et monétaire pour éviter une nouvelle crise.[évasif]

### L'ASEAN + 3
Parallèlement, émerge l'ASEAN plus trois (APT) à partir d'une idée de Singapour en 1995. Il comprend les pays de l'ASEAN ainsi que la Chine, le Japon et la Corée du Sud. Il prend ses origines dans la préparation du premier dialogue Asie-Europe (en anglais : Asia–Europe Meeting, ASEM).
La première rencontre APT a lieu informellement en 1997 lors du sommet de Singapour, puis à tous les sommets de l'ASEAN afin d'établir des positions communes en vue de l'ASEM.
En mai 2000 à Chiang Mai, ils s'accordent pour lutter contre une nouvelle crise financière. En 2001, la Chine lance une initiative majeure destinée à établir une zone de libre-échange entre elle et l'ASEAN. Un accord cadre est signé en 2002 en vue d'établir la zone en 2010 pour l'ASEAN 6 et en 2015 pour l'ASEAN au complet. Des initiatives similaires ont été lancées en réponse par le Japon et la Corée. L'APT a également d'autres projets comme le développement de la région du bassin du Mékong, la formation dans les technologies environnementales, la promotion du tourisme.
À la fin des années 2000 les pays de l'ASEAN réalisaient plus de 50 % de leur commerce extérieur avec l'ASEAN + 3, ce qui représente un niveau d'intégration supérieur à celui de l'ALENA et proche des 65 % atteints par les quinze États membres de l'UE entre 1995 et 2004. En 2005, près de 70 % des investissements directs étrangers dans les quinze États ou régions d'Asie orientale (ASEAN + 3, Hong Kong et Taïwan) provenaient également de la région, un niveau d'intégration comparable à celui alors observé au sein de l'UE.
L'APT permet aux pays de l'ASEAN de se renforcer dans les négociations internationales notamment à l'OMC pour contrebalancer l'influence de l'UE et de l'Accord de libre-échange nord-américain.

### La lutte contre le terrorisme islamiste
La question du terrorisme islamiste émerge après les attentats du 11 septembre 2001 contre le World Trade Center. L'ASEAN a signé trois accords antiterroristes avec la Chine, le Japon et les États-Unis. Ce dernier est le plus important des trois et a été signé à la suite d'une pression considérable exercée par les États-Unis[réf. nécessaire].
L'attentat de Bali du 12 octobre 2002 accroît la pression sur les pays de l'ASEAN. Ils craignent pour leur économie, notamment par une baisse du tourisme et des investissements.
Au sommet de janvier 2007, ils ont signé un pacte antiterroriste qui facilitera les procédures d'extradition régionale.

### Accord de libre-échange
Le 37e sommet de l'ASEAN, en novembre 2020, aboutit à la signature d’un vaste accord de libre-échange entre 15 pays, le partenariat économique régional global (PERG), incluant l’Australie, la Chine, la Corée du Sud, le Japon et la Nouvelle-Zélande.

## Organisation
L'ASEAN est composée d'une présidence tournante qui comprend le sommet des chefs d'État et de Gouvernement ASEAN, les conférences ministérielles des États membres, un comité permanent qui se réunit tous les mois et des commissions spécialisées chargées des questions maritimes, de transports, d'aviation, du commerce et de l'industrie, des télécommunications, etc.

### Secrétariat général

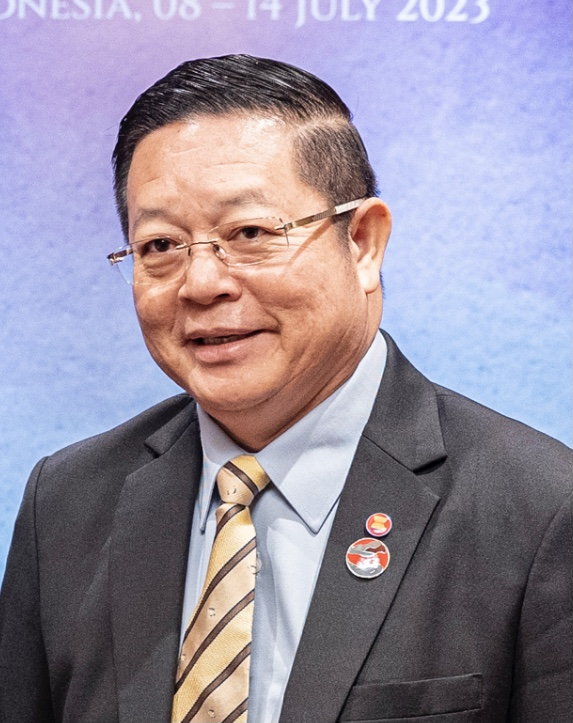
Le secrétaire général de l'ASEAN, Kao Kim Journ en 2023.

Le secrétariat général n'a qu'une fonction administrative, les décisions sont prises en réunion par les représentants des pays membres.
| Secrétaires généraux de l'ASEAN | Secrétaires généraux de l'ASEAN     | Secrétaires généraux de l'ASEAN |
| Nom                             | Mandat                              | Pays                            |
| ------------------------------- | ----------------------------------- | ------------------------------- |
| Hartono Dharsono (en)           | 7 juin 1976 - 18 février 1978       | Indonésie                       |
| Umarjadi Notowijono             | 19 février 1978 - 30 juin 1978      | Indonésie                       |
| Datuk Ali Bin Abdullah          | 10 juillet 1978 - 30 juin 1980      | Malaisie                        |
| Narciso G. Reyes (en)           | 1er juillet 1980 - 1er juillet 1982 | Philippines                     |
| Chan Kai Yau                    | 18 juillet 1982 - 15 juillet 1984   | Singapour                       |
| Phan Wannamethee                | 16 juillet 1984 - 15 juillet 1986   | Thaïlande                       |
| Roderick Yong                   | 16 juillet 1986 - 16 juillet 1989   | Brunei                          |
| Rusli Noor (en)                 | 17 juillet 1989 - 1er janvier 1993  | Indonésie                       |
| Ajit Singh (ms)                 | 1er janvier 1993 - 31 décembre 1997 | Malaisie                        |
| Rodolfo Severino Jr. (en)       | 1er janvier 1998 - 31 décembre 2002 | Philippines                     |
| Ong Keng Yong (en)              | 1er janvier 2003 - 31 décembre 2007 | Singapour                       |
| Surin Pitsuwan (en)             | 1er janvier 2008 - 31 décembre 2012 | Thaïlande                       |
| Lê Lương Minh (en)              | 1er janvier 2013 - 31 décembre 2017 | Vietnam                         |
| Lim Jock Hoi (en)               | 1er janvier 2018 - 31 décembre 2022 | Brunei                          |
| Kao Kim Journ                   | depuis le 1er janvier 2023          | Cambodge                        |

### Sommet de l'ASEAN

Participants au Sommet de l'ASEAN :
ASEAN
ASEAN Plus Trois
Membres additionnels
Observateurs

L'ASEAN tient des sommets où les chefs de gouvernement de chaque pays membre discutent des questions régionales. D'autres rencontres ont lieu avec des pays non membres de l'organisation.
Le premier sommet se tient à Bali en Indonésie en 1976. Au 3e sommet de 1987 de Manille, il est décidé qu'il aura lieu tous les cinq ans. Le 4e sommet se tient donc à Singapour en 1992 où les dirigeants décident de se réunir tous les trois ans. En 2001, les sommets deviennent annuels. Les pays accueillent le sommet de l'ASEAN par ordre alphabétique, à l'exception de la Birmanie qui a renoncé à ce droit en 2006-2007 devant les pressions des États-Unis et de l'Union européenne (elle fut remplacée par les Philippines). Chaque pays préside à tour de rôle l'organisation pour l'année civile.
|             | Date                         | Pays        | Lieu                |
| ----------- | ---------------------------- | ----------- | ------------------- |
| 1er         | 23-24 février 1976           | Indonésie   | Bali                |
| 2e          | 4-5 aout 1977                | Malaisie    | Kuala Lumpur        |
| 3e          | 14-15 décembre 1987          | Philippines | Manille             |
| 4e          | 27-29 janvier 1992           | Singapour   | Singapour           |
| 5e          | 14-15 décembre 1995          | Thaïlande   | Bangkok             |
| 6e          | 15-16 décembre 1998          | Vietnam     | Hanoï               |
| 7e          | 5-6 novembre 2001            | Brunei      | Bandar Seri Begawan |
| 8e          | 4-5 novembre 2002            | Cambodge    | Phnom Penh          |
| 9e          | 7-8 octobre 2003             | Indonésie   | Bali                |
| 10e         | 29-30 novembre 2004          | Laos        | Vientiane           |
| 11e         | 12-14 décembre 2005          | Malaisie    | Kuala Lumpur        |
| 12e         | 11-14 janvier 2007           | Philippines | Cebu                |
| 13e         | 18-22 novembre 2007          | Singapour   | Singapour           |
| 14e         | 28 février-1er mars 2009     | Thaïlande   | Cha-am              |
| 15e         | 23-25 octobre 2009           | Thaïlande   | Cha-am et Hua Hin   |
| 16e         | 8-9 avril 2010               | Vietnam     | Hanoï               |
| 17e         | 28-30 octobre 2010           | Vietnam     | Hanoï               |
| 18e         | 7-8 mai 2011                 | Indonésie   | Jakarta             |
| 19e         | 21-23 octobre 2011           | Indonésie   | Bali                |
| 20e         | 3-4 avril 2012               | Cambodge    | Phnom Penh          |
| 21e         | 17-20 novembre 2012          | Cambodge    | Phnom Penh          |
| 22e         | 24-25 avril 2013             | Brunei      | Bandar Seri Begawan |
| 23e         | 9-10 octobre 2013            | Brunei      | Bandar Seri Begawan |
| 24e         | 10-11 mai 2014               | Birmanie    | Naypyidaw           |
| 25e         | 10-12 novembre 2014          | Birmanie    | Naypyidaw           |
| 26e         | 26-27 avril 2015             | Malaisie    | Langkawi            |
| 27e         | 18-22 novembre 2015          | Malaisie    | Kuala Lumpur        |
| 28e 29e     | 6-8 septembre 2016           | Laos        | Vientiane           |
| 30e         | 28-29 avril 2017             | Philippines | Pasay               |
| 31e         | 13-14 novembre 2017          | Philippines | Pasay               |
| 32e         | 25-28 avril 2018             | Singapour   | Singapour           |
| 33e         | 11-15 novembre 2018          | Singapour   | Singapour           |
| 34e         | 20-23 juin 2019              | Thaïlande   | Bangkok             |
| 35e         | 31 octobre - 4 novembre 2019 | Thaïlande   | Bangkok             |
| 36e         | 26 juin 2020                 | Vietnam     | Hanoï               |
| 37e         | 11-15 novembre 2020          | Vietnam     | Hanoï               |
| 38e 39e     | 26-28 octobre 2021           | Brunei      | Bandar Seri Begawan |
| 40e 41e     | 10-13 novembre 2022          | Cambodge    | Phnom Penh          |
| 42e         | 9-11 mai 2023                | Indonésie   | Labuan Bajo         |
| 43e         | 5-7 septembre 2023           | Indonésie   | Jakarta             |
| 44e 45e     | 6-11 octobre 2024            | Laos        | Vientiane           |
| 1. 2. 3. 4. |                              |             |                     |

Le sommet dure trois jours et se compose généralement de :
- une rencontre internationale entre les pays membres ;
- une conférence entre les dirigeants des pays membres avec les ministres des affaires étrangères du Forum régional ASEAN ;
- la rencontre ASEAN+3, avec la Chine, le Japon et la Corée du Sud.

### Autres rencontres
À côté de ces rencontres, d'autres réunions ont lieu. Elles incluent la rencontre annuelle ministérielle de l'ASEAN ainsi que d'autres rencontres qui se concentrent sur des sujets spécifiques comme la défense ou l'environnement où les ministres discutent et non les chefs de gouvernement. Il existe des centres tels que le Southeast Asian Fisheries Development Center.

## Associations et sommets découlant de l'ASEAN
Le sommet de l'Asie de l'Est (EAS) est un forum asiatique annuel regroupant les chefs d’État de 16 pays d'Asie de l'Est avec l'ASEAN en position de meneur. La Russie a posé sa candidature pour être membre et a le statut d'observateur. Le premier sommet s'est tenu à Kuala Lumpur le 14 décembre 2005.

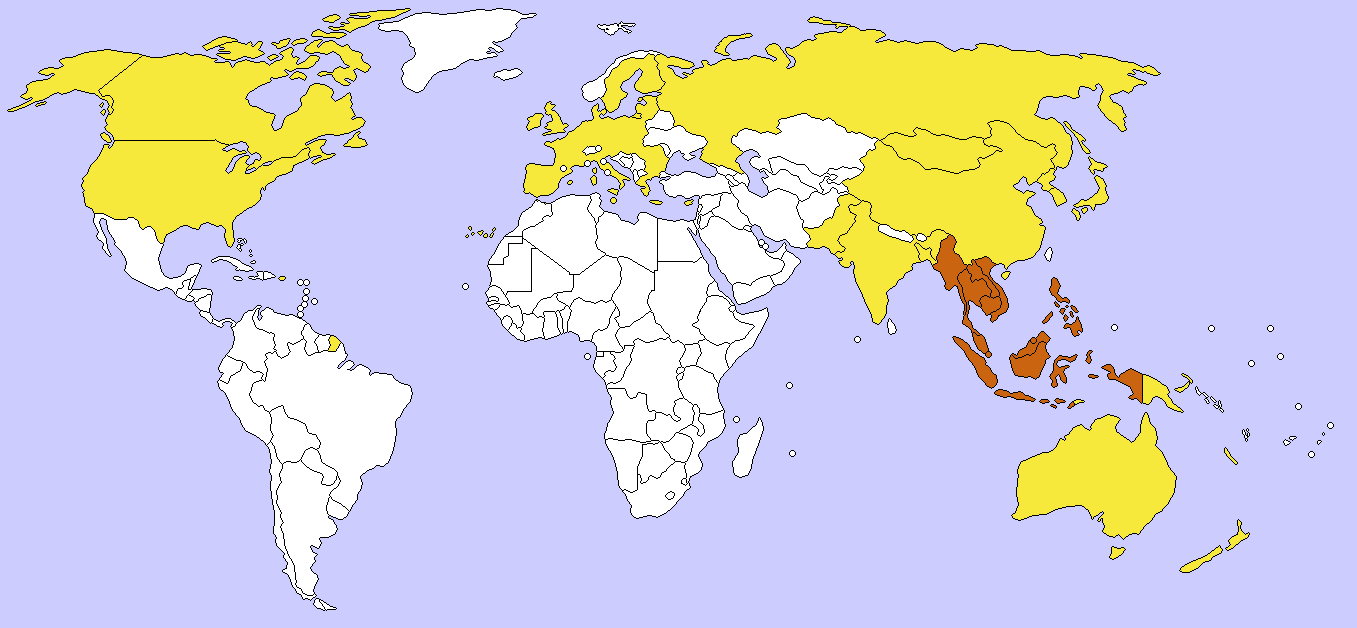
Forum régional de l'ASEAN :
Membres de l'ASEAN
Autres participants de l'ASEAN Regional Forum

L'ASEAN Regional Forum (ARF) est le premier grand forum multilatéral de la région pour des consultations officielles sur les questions de sécurité en Asie Pacifique. Initié en 1993, il regroupe désormais 26 membres.
L'ASEAN Plus Trois est une rencontre entre l'ASEAN, la République populaire de Chine, le Japon et la Corée du Sud qui se tient durant les sommets de l'ASEAN.
Le Dialogue Asie-Europe (ASEM) est un processus de dialogue informel créé en 1996, réunissant l'Union européenne et le groupe ASEAN + 3.
Le sommet ASEAN-Russie est une rencontre entre les chefs d’État de l'ASEAN et le président de la Russie.

## Zone de libre-échange de l'ASEAN
La zone de libre-échange de l'ASEAN (AFTA) est un accord entre les États membres de l'ASEAN, signé en 1992 à Singapour et qui est entré en vigueur en 2003.
Un autre accord régional plus restreint mais incluant davantage de nations (l'Australie, la Chine, l'Inde, le Japon, la Corée du Sud et la Nouvelle-Zélande sont également signataires) est signé en 2020.

### AIPA
L'AIPO (ASEAN Interparliamentary Organisation – Organisation interparlementaire de l'ASEAN) est une organisation parlementaire régionale, lancée en 1977, comprenant des délégations des Parlements des États de l'ASEAN (le sultanat de Brunei, qui n'a pas de Parlement, est membre de l'ASEAN, mais pas de l'AIPO). L'AIPO a laissé place en 2007 à l'AIPA (ASEAN Interparliamentary Assembly – Assemblée interparlementaire de l'ASEAN) lors de la session d'avril à Kuala Lumpur. Cette modification a été conçue comme une intégration nouvelle de la coopération inter-parlementaire dans la région.

## Activités culturelles et sportives
L'organisation accueille des activités en vue d'améliorer l'intégration régionale.

### Activités culturelles

#### S.E.A. Write Award
Le prix des écrivains de l'Asie du Sud-Est est une récompense donnée aux écrivains et poètes d'Asie du Sud-Est depuis 1979. La récompense est donnée pour une œuvre spécifique ou pour l'ensemble de l'œuvre d'un auteur.

#### ASAIHL
ASAIHL (Association of Southeast Asian Institutions of Higher Learning ou Association des institutions d'enseignement supérieur de l'Asie du Sud-Est (en)) est une ONG créée en 1956 qui cherche à renforcer les institutions d'enseignement supérieur ; en particulier pour l'enseignement, la recherche et le service public, avec l'intention de cultiver l'identité régionale.

#### ASEAN Heritage Parks
ASEAN Heritage Parks (en) (parcs de l'héritage de l'ASEAN) est une liste de parcs naturels créée en 1984 puis relancée en 2004. Elle a pour but de protéger les trésors naturels de la région. Elle comprend 35 parcs.

### Sports

#### Jeux d'Asie du Sud-Est
Les Jeux d'Asie du Sud-Est (Southeast Asian Games, abrégés SEA Games), sont une compétition multisports qui a lieu tous les deux ans et auxquels participent 11 pays. Les jeux sont organisés par la Fédération des Jeux d'Asie du Sud-Est et supervisés par le Comité international olympique et le Conseil Olympique d'Asie.

#### Championnat de l'ASEAN de football
Le Championnat de l'ASEAN de football (ASEAN Football Championship) est une compétition sportive internationale opposant les sélections nationales de football de l'association. Cette compétition est organisée par la Fédération de l'ASEAN de Football, accréditée par la FIFA. Elle a débuté en 1996 sous le nom Tiger Cup.

#### Jeux sportifs d'Asie du Sud-Est pour handicapés
Les ASEAN ParaGames (Jeux sportifs d'Asie du Sud-Est pour handicapés) sont une rencontre multisports pour athlètes handicapés auxquels participent 11 pays d'Asie du Sud-Est qui a lieu tous les deux ans.